# Francis Gillot
Francis Gillot (nacido el 9 de febrero de 1960 en Maubeuge, Francia) es un exfutbolista y entrenador de fútbol francés. Actualmente está libre tras dejar el AJ Auxerre de la Ligue 2.

## Carrera como entrenador
Inicios
Comenzó su carrera como entrenador haciéndose cargo de los jóvenes del FC Sochaux en 1996. Luego estuvo dos años (1998-2000) ejerciendo de asistente del entrenador del primer equipo para regresar a entrenar en las categorías inferiores del club hasta 2003.
Lens
En 2004, Gillot regresó a su antiguo equipo, el RC Lens, para ser ayudante de Joël Muller. Pero tras la destitución de este en enero de 2005, Gillot fue designado para dirigir al equipo. En la Ligue 1 2005-06, el Lens terminó 4.º; y se clasificó en quinto puesto en la Ligue 1 2006-07. Gillot decidió dimitir el 28 de mayo de 2007, tras perder en la última jornada la 3.ª posición que daba acceso a la Champions League.
FC Sochaux
El 2 de enero de 2008, el FC Sochaux contrató a Gillot para ocupar la vacante de Frédéric Hantz, despedido con el equipo en 19.º puesto en la Ligue 1 2008-09. Finalmente, el Sochaux obtuvo la permanencia aquella temporada y la siguiente. Tras dar la sorpresa y terminar en quinto lugar la Ligue 1 2010-11, Gillot ganó notoriedad y fue nominado para el premio de mejor entrenador de la Ligue 1.
Girondins de Burdeos
En junio de 2011, se anunció su fichaje como nuevo técnico del Girondins de Burdeos. A pesar de un pobre comienzo en la Ligue 1 2011-12 (13 puntos en 14 partidos), los dirigentes confiaron en él y finalmente el equipo terminó el campeonato como quinto clasificado, gracias a 6 victorias en las 6 últimas jornadas. El 2 de enero de 2012, con el equipo séptimo tras la primera vuelta de la Ligue 1 2012-13, Gillot renovó con el club bordelés hasta 2015. Finalmente, el Girondins terminó el campeonato en 7.º puesto, pero al ganar la Copa de Francia obtuvo plaza para la UEFA Europa League. En la temporada 2013-14, el Girondins comenzó con mal pie al ser eliminado en la fase de grupos de la UEFA Europa League y estar en la parte baja de la Liga francesa tras las primeras 10 jornadas, aunque posteriormente remontó el vuelo y terminó la primera vuelta en 4.º puesto. El 10 de mayo de 2014, anunció su marcha del club a final de temporada. Dirigió su último partido al Girondins logrando un empate contra el Mónaco que dejaba al equipo de Aquitania como 7.º clasificado en la Ligue 1.
Shanghái Shenhua
El 4 de diciembre de 2014, el Shanghái Shenhua confirmó que Gillot será su nuevo entrenador. Llevó al equipo chino a la 6.ª posición en la Super Liga China y perdió la final de Copa, tras lo cual renunció a su puesto alegando motivos personales.
AJ Auxerre
El 1 de junio de 2017, Gillot se convirtió en el nuevo técnico del AJ Auxerre para los dos próximos años. Sin embargo, los resultados no fueron los esperados; y el 9 de diciembre de 2017, se anunció que Gillot dejaba su cargo, con el equipo como 16.º clasificado en la Ligue 2.
Federación Francesa de Fútbol
El 9 de abril de 2019, se anunció su incorporación a la Federación Francesa de Fútbol a partir del 1 de julio para trabajar en la formación de los futuros técnicos.

## Clubes

### Como jugador
| Club            | País    | Años      | Partidos | Goles |
| --------------- | ------- | --------- | -------- | ----- |
| Valenciennes FC | Francia | 1974-1982 | 103      | 7     |
| RC Lens         | Francia | 1982-1988 | 193      | 12    |
| RC Strasbourg   | Francia | 1988-1989 | 23       | 12    |
| RC Lens         | Francia | 1989-1993 | 96       | 5     |
| FC Mulhouse     | Francia | 1993      | 6        | 0     |
| Montauban FC    | Francia | 1993-1996 |          |       |

### Como entrenador
| Club                 | País    | Años      | P   | PG | PE | PP | % v.  |
| -------------------- | ------- | --------- | --- | -- | -- | -- | ----- |
| RC Lens              | Francia | 2005-2007 | 128 | 55 | 41 | 32 | 42.97 |
| FC Sochaux           | Francia | 2008-2011 | 148 | 53 | 34 | 61 | 35.81 |
| Girondins de Burdeos | Francia | 2011-2014 | 124 | 51 | 39 | 34 | 41.13 |
| Shanghái Shenhua     | China   | 2015      | 37  | 16 | 8  | 13 | 43.24 |
| AJ Auxerre           | Francia | 2017      | 18  | 5  | 5  | 8  | 27.78 |
| Fuente               |         |           |     |    |    |    |       |